# Brytyjskie testy nuklearne w Maralinga

Miejsca w Australii gdzie przeprowadzono testy nuklearne

Brytyjskie testy nuklearne w Maralinga – seria testów atomowych, które miały miejsce w Strefie Zakazanej Woomera w stanie Australia Południowa w Australii w latach 1955–1963. Łącznie przeprowadzono siedem głównych prób nuklearnych o orientacyjnej sile od 1 do 27 kiloton. Przeprowadzono też wiele mniejszych testów, których celem było m.in. zbadanie wpływu pożaru lub wybuchów nienuklearnych na broń atomową.
Powierzchnia terenu Maralinga została skażona przez materiały radioaktywne, pierwsze próby zmniejszenia skażenia promieniotwórczego zostały podjęte w 1967 roku. Skutki testów badała Królewska Komisja McClellanda (ang. McClelland Royal Commission). Jej raport został opublikowany w 1985 roku i stwierdzał, że wciąż istnieje zagrożenie promieniowaniem na wielu obszarach strefy Maralinga, na których prowadzono testy. Komisja McClellanda zaleciła dalszą walkę ze skażeniem promieniotwórczym, ostatecznie operacja ta zakończyła się w 2000 roku, a jej koszt wyniósł 108 mln dolarów amerykańskich. Nie zakończyło to jednak debaty na temat bezpieczeństwa w rejonie testów oraz długofalowych skutków testów na zdrowie miejscowych tubylców i personelu wojskowego. W 1994 roku rząd australijski wypłacił 13,5 mln dolarów amerykańskich rekompensaty rdzennej ludności z grupy etnicznej Pitjantjatjara.

## Tło historyczne

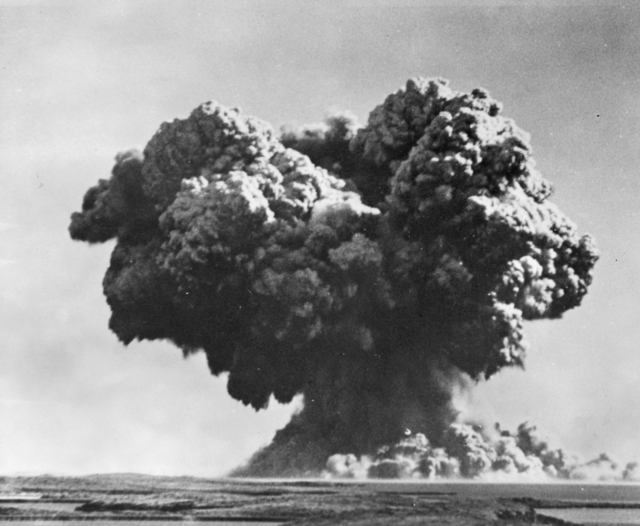
Eksplozja atomowa w trakcie Operacji Hurricane

Pierwsze próby jądrowe prowadzone na terytorium Australii przez Wielką Brytanię miały miejsce dnia 3 października 1952 roku w trakcie trwania operacji Hurricane (pol. „huragan”) na archipelagu wysp Montebello położonych u północnych wybrzeży stanu Australia Zachodnia. Rok później zostały przeprowadzone pierwsze próby atomowe na kontynencie australijskim podczas operacji Totem w Emu Field na obszarze Wielkiej Pustyni Wiktorii w Australii Południowej. Operacja Totem składała się z dwóch testów: Totem 1 (siła ładunku 9,1 kt), która miała miejsce 14 października 1953 roku oraz Totem 2 (siła ładunku 7,1 kt), która odbyła się 26 października.
30 października 1953 roku rząd brytyjski oficjalnie wystąpił z prośbą o stały obszar testowy. Ze względu na obawy związane z opadem promieniotwórczym z poprzednich badań prowadzonych w Emu Field, na nowe miejsce dla testów atomowych został wybrany obszar Maralinga. Nowy obszar testów został ogłoszony w maju 1955 roku. Wybrany teren Maralinga stał się wspólnym obszarem prób nuklearnych, współfinansowanych zarówno przez rząd Wielkiej Brytanii, jak i Australii.
Przed wyborem Maralinga na miejsce testowe, teren ten zamieszkany był przez rdzennych mieszkańców z dwóch grup etnicznych: Pitjantjatjara i Yankunytjatjara. Dla obu grup obszar ten miał wielkie znaczenie duchowe. Wielu rdzennych mieszkańców zostało przeniesionych do osady Yulata. Ponadto Aborygeni próbowali ograniczyć dostęp do obszaru Maralinga, jednak często działania lokalnej ludności kończyły się niepowodzeniem.

## Główne testy
Na obszarze testowym Maralinga przeprowadzono dwie serie głównych badań, które składały się z operacji Buffalo i Antler.
Operacja Buffalo (pol. „bawół”) rozpoczęła się w dniu 27 września 1956 roku. Składała się z czterech testów nuklearnych o nazwach operacyjnych One Tree, Marcoo, Kite i Breakaway. Dwa testy – One Tree (siła ładunku 12,9 kt) i Breakaway (siła ładunku 10,8 kt) – zostały przeprowadzone na wieży, test Marcoo (siła ładunku 1,4 kt) został zdetonowany na poziomie ziemi, natomiast test Kite (siła ładunku 2,9 kt) został przeprowadzony w powietrzu przez Royal Air Force przy użyciu bombowca Vickers Valiant (bomba została rzucona z wysokości 9144 m). W trakcie testu Kite Brytyjczycy po raz pierwszy zdetonowali bombę atomową zrzuconą z samolotu.
Głównym celem operacji był rozwój urządzeń stosowanych w bombach atomowych. Pierwszym celem było sprawdzenie i zastosowanie mechanizmów używanych przy zrzucie bomby z samolotu. Największą trudnością w trakcie tej fazy testów była wielkość i waga stosowanych urządzeń. Waga pierwszych wykorzystywanych aparatur wynosiła około 5 ton. Po drugie chciano zbadać efekty wybuchu nuklearnego na ziemi z przeprowadzonego zrzutu przy użyciu samolotu. Jednak głównym celem operacji było sprawdzenie skutków, jakie wyrządza eksplozja atomowa na wyposażenie i żywe organizmy. Do tego celu Brytyjczycy wykorzystali: czołgi, samoloty, amunicje, radar, zbiorniki paliw, materiały wybuchowe oraz manekiny i żywe zwierzęta. Na działanie promieniowania i wybuch zostały wystawione kozy, owce, króliki i myszy.
Opad promieniotwórczy z przeprowadzonej operacji został zmierzony przy użyciu lepkiego papieru (ang. sticky paper), aparatury do pobierania próbek z powietrza i próbek pobranych z opadów deszczów oraz ze zbiorników wodnych. Radioaktywna chmura z testu One Tree osiągnęła wysokość 11 430 m, zamiast przewidywanych ok. 8500 m. Ponadto podwyższony stopień promieniowania radioaktywnego wykryto w stanach Australia Południowa, Nowa Południowa Walia, Queensland i na obszarze Terytorium Północnego.
Operacja Antler (pol. „poroże”) została przeprowadzona pomiędzy 14 września a 9 października 1957 roku. Operacja miała na celu testowanie komponentów ładunków termojądrowych, w szczególności mechanizmów wyzwalających. Dzięki testom urządzeń stosowanych w mechanizmach broni termojądrowej zostały one później wykorzystane w trakcie operacji Grapple, która została przeprowadzona rok później na Wyspie Bożego Narodzenia. Operacja składała się z trzech testów, o nazwach operacyjnych Tadje, Biak i Taranaki. Pierwsze dwa testy zostały przeprowadzone na wieży, natomiast ostatnia została zdetonowana przy użyciu balonu, pod którym znajdował się zawieszony ładunek. Siła ładunku poszczególnych testów wynosiła 0,93 kt, 5,67 kt i 26,6 kt. W trakcie testu Tadje zostały użyte granulki kobaltu jako wskaźnik określający siłę eksplozji, później pojawiły się informacje jakoby Wielka Brytania prowadziła badania nad rozwojem bomb kobaltowych.
| Nazwa            | Data                        | Lokalizacja                                      | Siła             | Typ              | Wysokość detonacji |
| Operacja Buffalo | Operacja Buffalo            | Operacja Buffalo                                 | Operacja Buffalo | Operacja Buffalo | Operacja Buffalo   |
| ---------------- | --------------------------- | ------------------------------------------------ | ---------------- | ---------------- | ------------------ |
| One tree         | 27 września 1956, 17:00     | 29°52′12,0″S 131°39′28,8″E/-29,870000 131,658000 | 12,9 kt          | Wieża            | 31 m               |
| Marcoo           | 4 października 1956, 16:30  | 29°52′58,8″S 131°37′22,8″E/-29,883000 131,623000 | 1,4 kt           | Poziom gruntu    | 0,2 m              |
| Kite             | 11 października 1956, 14:27 | 28°53′24,0″S 131°38′52,8″E/-28,890000 131,648000 | 2,9 kt           | Zrzut            | 150 m              |
| Breakaway        | 22 października 1956, 00:05 | 29°53′42,0″S 131°36′14,4″E/-29,895000 131,604000 | 10,8 kt          | Wieża            | 31 m               |
| Operacja Antler  |                             |                                                  |                  |                  |                    |
| Tadje            | 14 września 1957, 14:35     | 29°53′27,6″S 131°38′42,0″E/-29,891000 131,645000 | 0,93 kt          | Wieża            | 31 m               |
| Biak             | 25 września 1957, 10:00     | 29°53′38,4″S 131°36′57,6″E/-29,894000 131,616000 | 5,67 kt          | Wieża            | 31 m               |
| Taranaki         | 9 października 1957, 16:15  | 29°53′45,6″S 131°33′36,0″E/-29,896000 131,560000 | 26,6 kt          | Balon            | 300 m              |

## Pozostałe badania
Oprócz dwóch głównych operacji badawczych przeprowadzono także serie mniejszych badań, pomiędzy czerwcem 1956 a majem 1963 roku. Pomimo że główne badania były jawne, pozostałe zostały przeprowadzone w całkowitej tajemnicy. Drobne testy, które zostały przeprowadzone, przyczyniły się do dodatkowego skażenia radioaktywnego na obszarze Maralinga.
W trakcie trwania tych badań zostały zrealizowane cztery operacje o kryptonimach Kittens, Tims, Rats i Vixen. We wszystkich tych operacjach łącznie przeprowadzono 700 testów, w których trakcie badania eksperymentalne z udziałem plutonu, uranu i berylu. W trakcie operacji Kittens przeprowadzono 99 prób, które zostały wykonane zarówno w Maralinga, jak i w Emu Field w okresie od 1953 do 1961 roku. Badania w ramach operacji Kittens były prowadzone w celu rozwoju inicjatorów neutronowych przy użyciu polonu-210 i uranu. Operacja Tims odbyła się w latach 1955–1963, w trakcie której przeprowadzono 321 badań z zastosowaniem uranu i berylu, jak również prowadzono badania na temat kompresji plutonu. W ramach operacji Rats prowadzono testy dotyczące rozpraszania uranu w trakcie wybuchu, przeprowadzono 125 prób od 1955 do 1960 roku.
Operacja Vixen została przeprowadzona w celu zbadania wpływu pożaru lub wybuchów nienuklearnych na broń atomową. Operacja została podzielona na dwie części. W trakcie pierwszej (Vixen A – przeprowadzono 31 testów), która odbyła się w latach 1959–1961, badano skutki przypadkowego pożaru oraz eksplozji na broń nuklearną przy użyciu około 1 kg plutonu.
Druga część operacji (Vixen B – przeprowadzono 12 testów), która miała miejsce w latach 1960–1963, dotyczyła badań wpływu eksplozji materiałów wybuchowych na detonacje broni nuklearnej (typowe warunki, które mogą się pojawić w wyniku katastrofy lotniczej), przy użyciu 22 kg plutonu.
| Lokalizacja      | Pu-239 (kg)      | U-238 (kg)       | Po-210 (TBq)     | Sc-46 (TBq)      | Pb-212 (TBq)     | Ac-227 (MBq)     | Be (kg)          |
| Operacja Kittens | Operacja Kittens | Operacja Kittens | Operacja Kittens | Operacja Kittens | Operacja Kittens | Operacja Kittens | Operacja Kittens |
| ---------------- | ---------------- | ---------------- | ---------------- | ---------------- | ---------------- | ---------------- | ---------------- |
| Naya             | –                | 120              | 210              | –                | –                | –                | 0,75             |
| Operacja Tims    |                  |                  |                  |                  |                  |                  |                  |
| Naya             | 1,2              | 172              | –                | –                | –                | –                | –                |
| Kuli             | –                | 7400             | –                | –                | –                | –                | >28              |
| Strefa TM50      | –                | 90               | –                | –                | –                | –                | 9                |
| Operacja Rats    |                  |                  |                  |                  |                  |                  |                  |
| Dodo             | –                | 28               | –                | 3,7              | 4,4              | –                | –                |
| Naya             | –                | 150              | 15               | 75               | –                | –                | –                |
| Operacja Vixen A |                  |                  |                  |                  |                  |                  |                  |
| Wewak            | 0,41             | 4,8              | –                | –                | –                | –                | 4,5              |
| Operacja Vixen A |                  |                  |                  |                  |                  |                  |                  |
| Wewak            | 0,57             | >17              | –                | –                | –                | 5                | 3,5              |
| Operacja Vixen B |                  |                  |                  |                  |                  |                  |                  |
| Taranaki         | 22               | 22               | –                | –                | –                | –                | 18               |

## Krytyka i skutki

### Krytyka
Wszystkie cztery testy przeprowadzone w ramach operacji Buffalo zostały skrytykowane w raporcie Królewskiej Komisji McClellanda z 1985 roku, która stwierdziła, że testy odbyły się przy niekorzystnych warunkach atmosferycznych. Chociaż operacja Antler została lepiej zaplanowana i zorganizowana niż wcześniejsza seria badań, średni opad promieniotwórczy z testu Taranaki przekroczył oczekiwane prognozy oraz w związku z przeprowadzeniem testu Tadje; komisja ustaliła, że personel obsługujący test został narażony na działalność aktywnego kobaltu-60.
W 2001 roku dr Sue Rabbit Rof z Uniwersytetu Dundee odkryła dokumenty potwierdzające wysyłanie australijskich żołnierzy na tereny skażone opadami promieniotwórczymi dzień po przeprowadzeniu detonacji w ramach każdego testu. Rząd brytyjski przyznał się do wysyłania żołnierzy na skażone tereny. Dr Sue Rabbit Rof stwierdziła, że „rząd brytyjski kłamał twierdząc, że nigdy nie używał ludzi jako królików doświadczalnych w eksperymentach z bronią jądrową prowadzonych w Australii”.

### Skutki
W wyniku prowadzonych działań przeprowadzono w 1967 roku operację Brumby, której celem było zmniejszenie promieniowania na terenach, na których były prowadzone badania. W ramach operacji próbowano zmniejszyć stężenie substancji promieniotwórczych poprzez obracanie i mieszanie powierzchniowej warstwy ziemi. Dodatkowo zanieczyszczone plutonem pozostałości zostały zakopane w 22 betonowych sarkofagach.
W latach 80. XX wieku u niektórych żołnierzy australijskich i wśród Aborygenów wystąpiły różne schorzenia, m.in. ślepota, owrzodzenia i choroby nowotworowe. Stowarzyszenie Atomic Veterans Association i aborygeńska Pitjantjatjara Council domagały się od rządu australijskiego przeprowadzenia badań, które miały ujawnić negatywne skutki prób atomowych przeprowadzonych na obszarze Maralinga. Rząd w 1985 roku powołał w tym celu Królewską Komisję McClellanda (ang. McClelland Royal Commission lub Royal Commission into British nuclear tests in Australia).
Królewska Komisja McClellanda opublikowała swój raport w 1985 roku i stwierdziła, że istnieje zagrożenie opadami promieniotwórczymi w miejscach, gdzie prowadzono testy, zwłaszcza w rejonach przeprowadzenia operacji Taranaki i Vixen B, gdzie testowano skutki stopienia plutonu i powstawania opadów promieniotwórczych. Opady promieniotwórcze pochodzące z tej operacji stały się główny źródłem skażenia radioaktywnego na badanym terenie. Operacja Kittens, w trakcie której wykorzystano polon-210 i uran, spowodowała stosunkowo duże skażenie radioaktywne miejsca, gdzie przeprowadzono badania. Zgodnie z zaleceniami Komisji McClellanda powołano Technical Assessment Group (TAG) z zadaniem opracowania szerszego programu zmniejszenia skutków prób nuklearnych.
Plan TAG został zatwierdzony w 1991 roku, a pierwsze prace rozpoczęto pięć lat później i zakończono w 2000 roku. Łączny koszt operacji wyniósł 108 mln dolarów amerykańskich (wartość z roku 1999). Na terenach najbardziej zdegradowanych 350 000 m³ ziemi i gruzu zostało usuniętych z obszaru o powierzchni ponad 2 km² i zakopanych pod powierzchnią ziemi. Ponadto jedenaście dołów z gruzem poddano procesowi witryfikacji. Większość obszaru (około 3200 km²) jest obecnie strefą dostępną i bezpieczną, zaś około 120 km² uważanych jest za obszar bezpieczny, ale nie nadający się do stałego przebywania. Alan Parkinson zaobserwował u Aborygenów prowadzących półtradycyjny styl życia, że otrzymują oni dawkę 5 mSv/rok (czyli dawkę pięciokrotnie większą od dopuszczalnej normy); natomiast na powierzchni 120 km², która została uznana za strefę nienadającą się do stałego zamieszkania dopuszczalne normy zostały przekroczone trzynastokrotnie.
Według badań przeprowadzonych przez Departament ds. Weteranów wynika, że australijscy żołnierze otrzymali niewielkie dawki promieniowania. Jedynie 2% z nich otrzymało większe dawki, niż dopuszczają obecne australijskie normy dla osób zawodowo narażonych na czynniki promieniotwórcze w skali roku (20 mSv). Jednak wyniki te są kwestionowane, ponieważ według studium wykonanego w 1999 roku dla British Nuclear Test Veterans Association 30% wojskowych uczestników testów zmarło na nowotwory, w większości po 50. roku życia.
Przez wiele lat rząd australijski nie wypłacał rekompensat osobom, które w wyniku prowadzonych działań zachorowały na raka. Jednak po decyzji rządu brytyjskiego z 1988 roku, który postanowił wypłacić rekompensaty swoim żołnierzom, rząd australijski wynegocjował odszkodowanie dla kilku swoich żołnierzy cierpiących na dwie konkretne choroby: białaczkę (z wyjątkiem białaczki limfatycznej) i wyjątkowo rzadko występującego szpiczaka mnogiego.
Przesiedlenia i brak zgody na dostęp ludu Tjarutja do pierwotnie zamieszkałych terenów przyczyniły się do dezintegracji społecznej tej grupy, która obserwowana jest również współcześnie. Obecnie wśród Aborygenów występuje nadużywanie alkoholu, stosowanie wziewnych środków odurzających, obserwuje się przestępczość wśród nieletnich oraz dochodzi do starć z policją stanu Australia Południowa. W 1994 roku rząd australijski wypłacił rekompensatę w wysokości 13,5 miliona dolarów amerykańskich zamieszkującej niegdyś obszar Maralinga grupie etnicznej Pitjantjatjara.

## W kulturze
Wydarzenia z Maralinga są tematem sztuki pod tytułem The Career Highlights of the Mamu autorstwa Murray Bramwell wykonanej na festiwalu Adelaide Festival of Arts w lutym i marcu 2002 roku. Sztuka opowiada historię Aborygenów z grupy Tjuntjuntjara, którzy żyli na pustyniach Australii Południowej i Australii Zachodniej. Opisuje ich doświadczenia związanie z brytyjskimi testami nuklearnymi na obszarze Maralinga i Emu Field. Starszyzna plemienna opisuje wymarsz z obszaru śmierci i chorób oraz powrót rdzennych mieszkańców na tereny skażone.
W 2009 roku wydawnictwo Allen & Unwin opublikowało książkę pt. Maralinga: The Anangu Story napisaną przez członków aborygeńskich wspólnot Yalata i Oak Valley we współpracy z pisarką Christobel Mattingley. Książka opisuje historie i kulturę regionu Maralinga. W 2010 roku otrzymała nagrodę Children's Book Council of Australia.
Album pt. Totem and Ore autorstwa B. Wongara to zbiór fotografii obrazujących wydobycie uranu oraz brytyjskie testy atomowe i ich wpływ na plemiona Aborygenów.
W 1987 roku ukazał się film pt. Ground Zero (pol. Obszar zero, inny tytuł – Raport) w reżyserii Bruce’a Mylesa i Michaela Pattinsona. Nagradzany przez Australian Film Institute Awards w 1987 roku oraz na Międzynarodowym Festiwalu Filmowym w Berlinie w 1988 roku.
W 2020 roku miała premiera sześcioodcinkowego miniserialu Operacja Buffalo, którego twórcami są Peter Duncan oraz Tanya Phegan. Serial porusza m.in. problematykę utajania przez rząd Australii informacji o przemieszczaniu się chmur radioaktywnych po kontynencie oraz losu Aborygenów. Serial Otrzymał dziesięć nominacji do nagród AACTA. 